# 卓別林 (康乃狄克州)
卓別林（英語：Chaplin）是一個位於美國康乃狄克州溫德姆縣的城鎮。

## 地理
卓別林的座標為41°48′00″N 72°08′00″W / 41.80000°N 72.13333°W，而該地的平均海拔高度為119米（即390英尺）。

## 人口
根據2010年美國人口普查的數據，卓別林的面積為50.80平方千米，當中陸地面積為50.30平方千米，而水域面積為0.50平方千米。當地共有人口2305人，而人口密度為每平方千米45.37人。